# Sliding Sands Trail
Le Sliding Sands Trail est un sentier de randonnée de l'île de Maui, à Hawaï, aux États-Unis. Protégé au sein du parc national de Haleakalā et de la Haleakalā Wilderness, ce sentier est lui-même classé National Recreation Trail depuis 1982. Il dessert notamment le refuge de montagne dit Kapalaoa Cabin.